# Old Carthusians F.C.
Old Carthusians Football Club er en fodboldklub, hvis spillere er tidligere elever på Charterhouse School i Godalming, Surrey, England. Klubben blev grundlagt i 1876 og vandt FA Cup'en i 1881, samt FA Amateur Cup i 1894 og 1897. Dermed er klubben én af kun to klubber, der har vundet begge pokalturneringer. Old Carthusians spiller nu i Arthurian League, som den har vundet fem gange i perioden 1979-2009.

## Historie
Klubben blev dannet af tidligere elever fra Charterhouse School i Godalming, Surrey, i 1876. Pressen havde imidlertid rapporteret, at der var blevet spillet fodboldkampe på skolen siden marts 1853. Det var kun én blandt flere klubber, der i 1800-tallet blev dannet for "gamle drenge" fra engelske privatskoler. Blandt de andre klubber, der blev dannet på samme vis kan nævnes Old Etonians og Old Westminsters. Andre elever fra skolen havde tidligere dannet Stoke-on-Trent FC i 1867, som senere blev kendt som Stoke City FC. Old Carthusians deltog for første gang i FA Cup'en i sæsonen 1879-80. Allerede året efter vandt klubben FA Cup-trofæet ved at besejre førnævnte Old Etonians i finalen.
I 1883 nåede holdet igen til semifinalen, hvor det imidlertid tabte til Blackburn Olympic i en kamp, der markerede et skift i fodboldkulturen i slutningen af 1800-tallet, hvor klubberne for tidligere privatskoleelever måtte afgive deres dominans til fordel for de opblomstrende arbejderklubber. Carthusians-holdet bestod af veluddannede mænd, mens Olympic-holdet til sammenligning bl.a. bestod af en blikkenslager, en tandlæge, jernstøberiarbejdere og tre vævere. Athletic News promoverede kampen som "patricierne mod plebejerne".
Da The Football League blev grundlagt i 1888, var Old Carthusians den sydligste klub, der var interesseret i at komme med i ligaen, der ellers blev domineret af hold fra Nordengland, men klubben blev aldrig optaget i ligaen.